# Stereonephthya kuekenthali
Stereonephthya kuekenthali is een zachte koraalsoort uit de familie Alcyoniidae. De koraalsoort komt uit het geslacht Stereonephthya. Stereonephthya kuekenthali werd in 1910 voor het eerst wetenschappelijk beschreven door Thomson & Mackinnon. 